# فرانسوا ليماسون
فرانسوا ليماسون (بالفرنسية: François Lemasson)‏ (15 نوفمبر 1963 في ليموج) لاعب كرة قدم فرنسي معتزل كان يجيد اللعب في مركز حارس مرمى .
كان احتياطيا لمواطنه ستيفان بوراتو الأساسي في المباراة النهائية لبطولة كأس الاتحاد الأوروبي موسم 1998-1999 والتي خسرها نادي مرسيليا من نادي بارما الإيطالي 0-3 .

## روابط خارجية
- فرانسوا ليماسون على موقع رابطة كرة القدم الفرنسية للمحترفين (الإنجليزية)
- فرانسوا ليماسون على موقع قاعدة بيانات كرة القدم.إي يو (الإنجليزية)
- فرانسوا ليماسون على موقع عالم كرة القدم.نت (الإنجليزية)